# Bahía de Doha

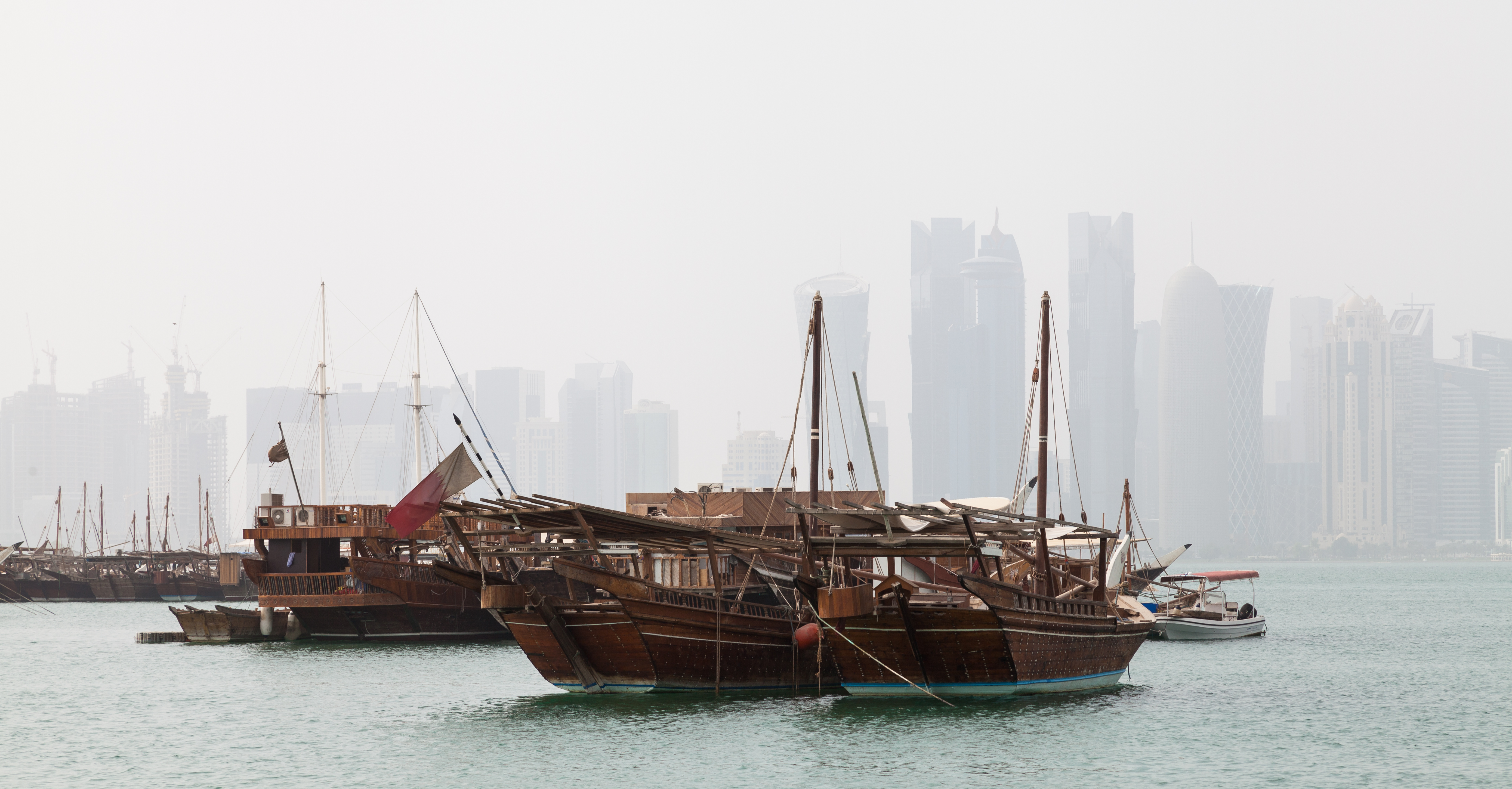
La bahía de Doha con la ciudad de Doha al fondo.

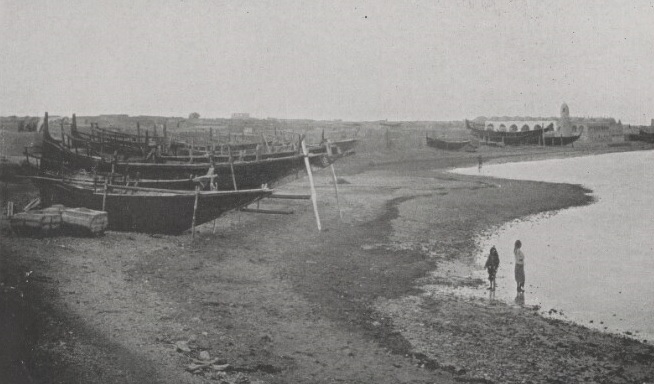
Vista de Doha a principios del siglo xx.

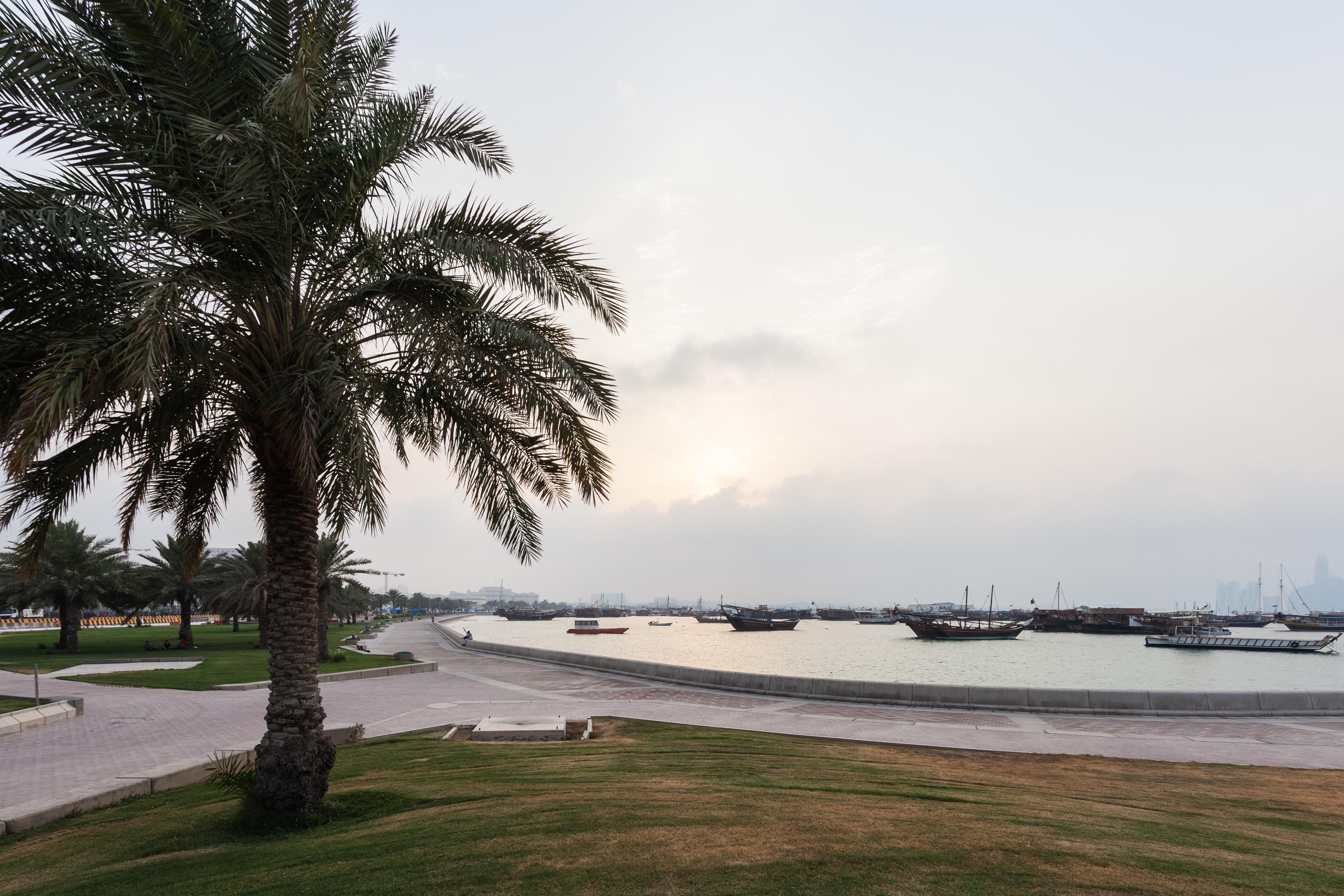
Vista de la bahía de Doha.

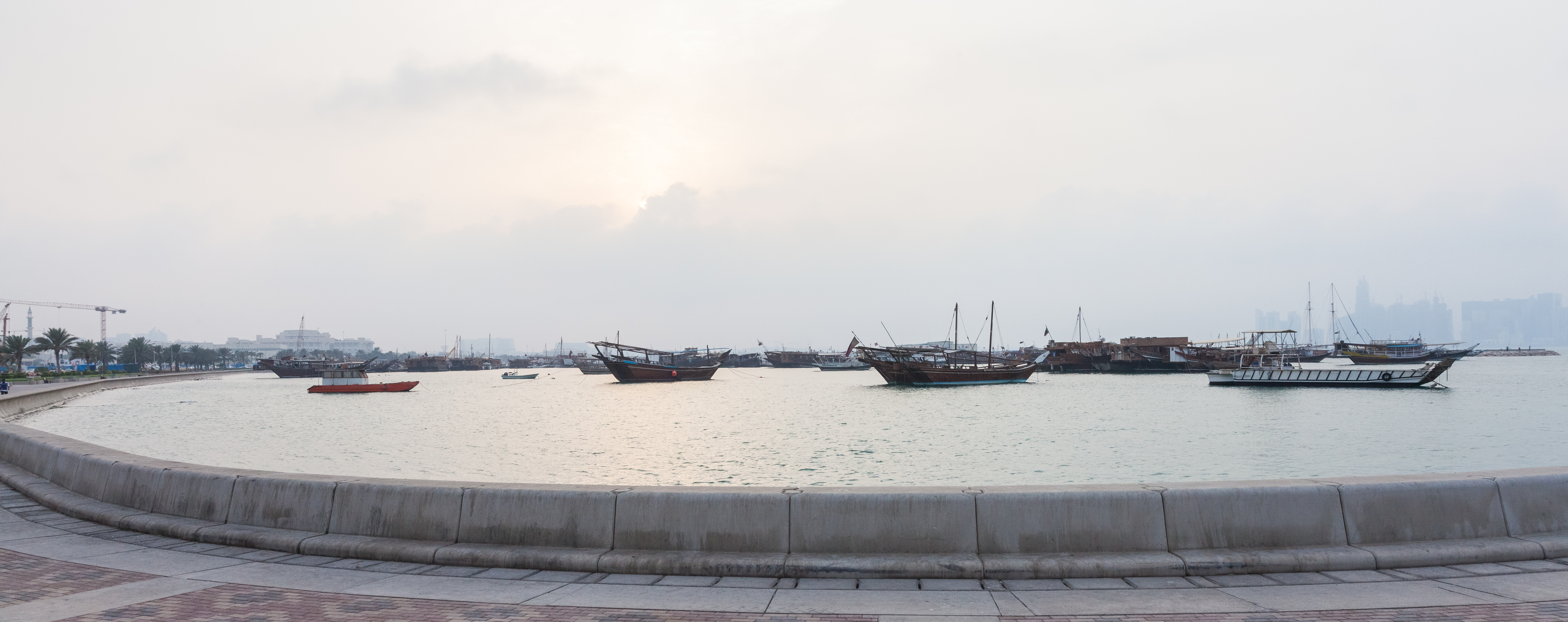
Botes en la bahía.

La bahía de Doha es la bahía que bordea la ciudad de Doha, capital de Catar. Doha fue fundada en la orilla sur de la bahía, pero se han usado tierras ganadas al mar alrededor de la costa de la bahía para ampliar la ciudad hacia el norte. Bordean la bahía el Puerto de Doha, Corniche Street y la corniche de Doha, el Parque Al Rumaila y el Parque Sheraton. En el centro de la bahía se encuentra la Isla de la Palmera.

## Descripción
La United States Hydrographic Office ofrece una breve descripción de la bahía en 1920: «La costa de la bahía desde Al Bida gira hacia el norte, y está bordeada por un extenso arrecife con una longitud de unos tres kilómetros. Entre este arrecife y la isla Al Safliya hay un estrecho canal que conduce a una cuenca al oeste de esa isla, que tiene entre 1.5 y 3.5 brazas de agua.»

## Sharq Crossing
En 2011, el Ministerio de Asuntos Municipales y Urbanismo anunció el proyecto del Sharq Crossing (antiguamente conocido como Doha Bay Crossing). Supervisado por Ashghal (la Autoridad de Obras Públicas), el proyecto contempla construir tres puentes diseñados por Santiago Calatrava a lo largo de un recorrido de diez kilómetros para conectar la West Bay con el Aeropuerto Internacional Hamad. Estos tres puentes estarán conectados mediante dos túneles por debajo de la bahía. El objetivo que había detrás del proyecto del Sharq Crossing era adaptarse al creciente tráfico de Doha y preparar la ciudad para la Copa Mundial de Fútbol de 2022.
En enero de 2015, se informó de un retraso en este proyecto, que tiene un coste estimado en 12 000 millones de dólares. La tensión financiera causada por los bajos precios del petróleo puede ser parte de la razón del retraso; mientras tanto, se han asignado 140 000 millones de dólares para otras infraestructuras antes del evento de la Copa Mundial.